# Моріс Піала
Морі́с Піала́ (фр. Maurice Pialat; 21 серпня 1925, Кен'я, Овернь, Франція — †11 січня 2003, Париж) — французький кінорежисер, сценарист та актор. Всього за своє життя Піала зафільмував трохи більше десяти стрічок. Чотири рази його фільми потрапляли до основного конкурсу Каннського кінофестивалю, а у 1987 році стрічка «Під сонцем Сатани» завоювала там головний приз — «Золоту пальмову гілку» .

## Біографія
Моріс Піала народився 21 серпня 1925 року в Кен'я (департамент Пюї-де-Дом, Франція). Він здобув освіту в Школі декоративних мистецтв (École nationale supérieure des arts décoratifs) та у Школі витончених мистецтв в Парижі. Був художником, театральним актором і документалістом.
Перша ігрова короткометражка режисера Піали «Любов існує» («фр. L' amour existe») отримала Приз Луї Деллюка. У віці 40 років Моріс Піала знімає повнометражний художній фільм «Оголене дитинство» (1968), який в процесі зйомок перетворюється з документального в художній. Ролі в ньому виконували непрофесійні актори, а все що відбувається на екрані було незвично реалістичним. За «Оголене дитинство» Піала отримав Приз Жана Віго. Потім режисер зняв кілька соціально-побутових драм про сучасний французький середній клас і про молодь, з яких найбільш значні «Ми не зістаримося разом» (1972), «Спочатку отримай атестат зрілості» (1978), «Лулу» (1979) та «За наших коханих» (1983, Піала сам знявся в ролі батька великої неблагополучної сім'ї).
У 1985 році Моріс Піала поставив одна з найуспішніших своїх стрічок — «Поліція», — у якій знайшли продовження й розвиток кілька попередніх тем режисера, серед яких заплутані особисті стосунки персонажів. Головні ролі у фільмі зіграли Жерар Депардьє та Софі Марсо.

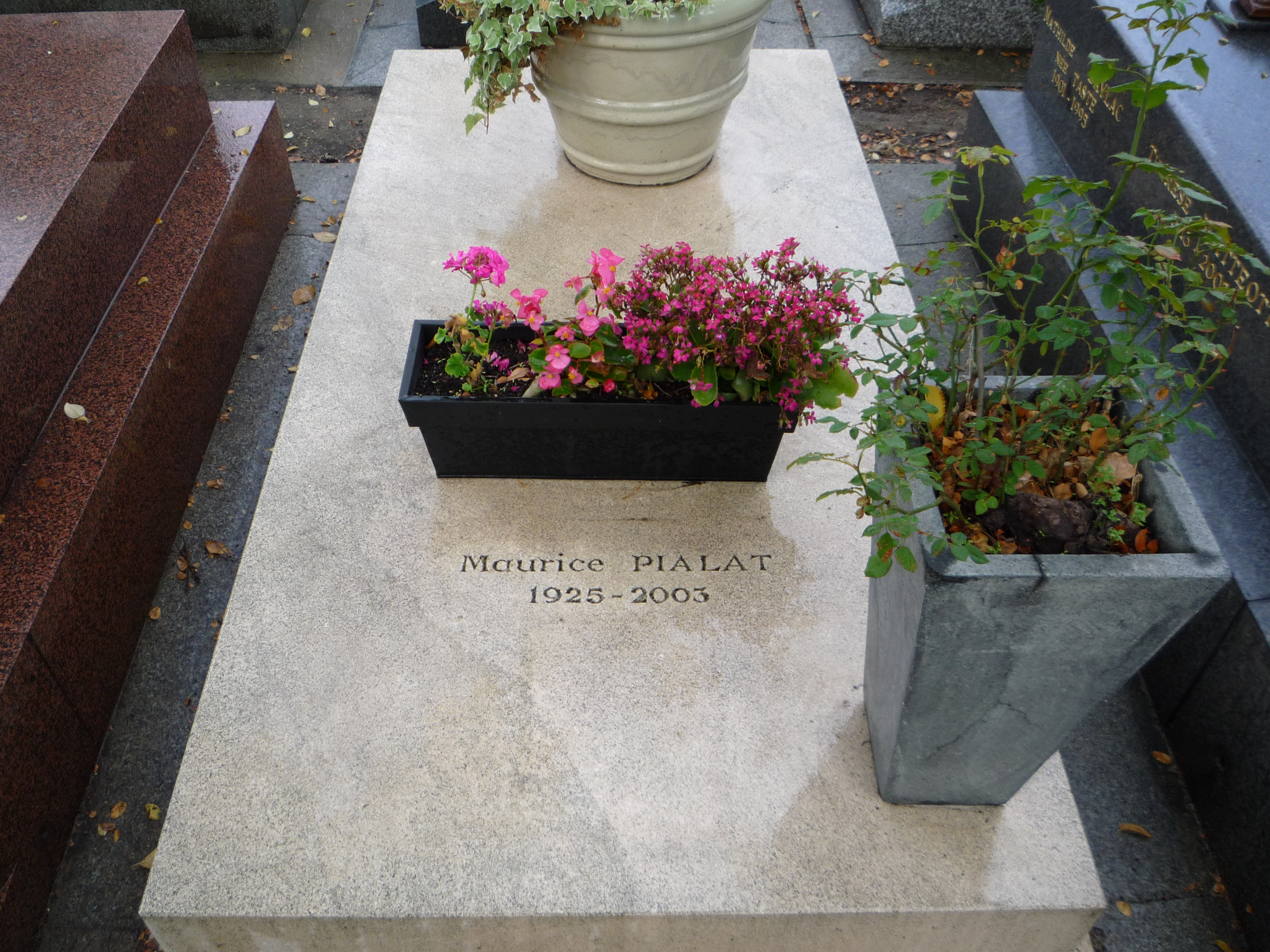
Могила Моріса Піали на цвинтарі Монпарнас

У 1987 році Піала екранізував роман католицького письменника Жоржа Бернаноса «Під сонцем Сатани» (1987, Золота пальмова гілка Каннського кінофестивалю), де Жерар Депардьє зіграв одну зі свої значних ролей, та у 1991 році поставив біографічний фільм «Ван Гог», з участю в якому пов'язана загальнонаціональна популярність актора Жака Дютрона (на 17-й церемонії вручення премії «Сезар» Дютрон отримав перемогу як найкращий актор, а Моріса Піалу було номіновано за найкращу режисерську роботу).
Останнім фільмом Піали стала історія про життя батька режисера «Шибеник» 1995 року. Символічно, що Моріс Піала зняв його незабаром після того, як сам став батьком.
Критика називає Моріса Піала спадкоємцем французької реалістичної драми. Режисер часто використовує непрофесійних або маловідомих акторів, прагнучи до максимальної правдоподібності, але іноді «відкриті» Піала молоді виконавці ставали потім зірками, як, наприклад, Сандрін Боннер, що зіграла головну роль у стрічці «За наших коханих».

## Особисте життя
Моріс Піала був одружений з французькою сценаристкою та продюсеркою Сільві Піала (Сільві Дантон). 27 січня 1991 року у подружжя народився син Антуан, який у 4-річному віці знявся в останньому фільмі батька «Шибеник» (1995).
Помер Моріс Піала 11 січня 2003 року від хвороби нирок в Парижі у віці 77 років. Похований на цвинтарі Монпарнас.

## Фільмографія
Режисер та сценарист (повнометражні фільми)
| Рік  | Назва                             | Оригінальна назва                | Примітки                       |
| ---- | --------------------------------- | -------------------------------- | ------------------------------ |
| 1968 | Оголене дитинство                 | L'Enfance nue                    | режисер, сценарист             |
| 1972 | Ми не зістаримося разом           | Nous ne vieillirons pas ensemble | режисер, сценарист             |
| 1974 | Відкрита паща                     | La Gueule ouverte                | режисер, сценарист             |
| 1979 | Спочатку отримай атестат зрілості | Passe ton bac d'abord            | режисер, сценарист             |
| 1980 | Лулу                              | Loulou                           | режисер, сценарист (адаптація) |
| 1983 | За наших коханих                  | À nos amours                     | режисер, сценарист             |
| 1985 | Поліція                           | Police                           | режисер, сценарист (адаптація) |
| 1987 | Під сонцем Сатани                 | Sous le soleil de Satan          | режисер, сценарист (адаптація) |
| 1991 | Ван Гог                           | Van Gogh                         | режисер, сценарист             |
| 1995 | Шибеник                           | Le Garçu                         | режисер, сценарист             |

Актор
- 1957: Нічна забава / Le jeu de la nuit
- 1969: Нехай звір помре / Que la bête meure — інспектор Констан
- 1971: Дерев'яний будинок (міні-серіал) / La maison des bois — учитель
- 1974: Мої маленькі закохані / Mes petites amoureuses — друг Анрі
- 1976: Груди Лоли / Les lolos de Lola — продавець інструментів
- 1983: За наших коханих / À nos amours — батько
- 1987: Під сонцем Сатани / Sous le soleil de Satan — священик Мену-Сегре

## Визнання
| Рік                        | Категорія                      | Фільм                   | Результат |
| -------------------------- | ------------------------------ | ----------------------- | --------- |
| Венеційський кінофестиваль |                                |                         |           |
| 1968                       | Золотий лев                    | Оголене дитинство       | Номінація |
| 1985                       | Золотий лев                    | Поліція                 | Номінація |
| Приз Жана Віго             |                                |                         |           |
| 1969                       | Найкращий фільм                | Оголене дитинство       | Перемога  |
| Каннський кінофестиваль    |                                |                         |           |
| 1972                       | Золота пальмова гілка          | Ми не зістаримося разом | Номінація |
| 1980                       | Золота пальмова гілка          | Лулу                    | Номінація |
| 1987                       | Золота пальмова гілка          | Під сонцем Сатани       | Перемога  |
| 1991                       | Золота пальмова гілка          | Ван Гог                 | Номінація |
| Премія «Сезар»             |                                |                         |           |
| 1981                       | Найкращий фільм                | Лулу                    | Номінація |
| 1984                       | Найкращий фільм                | За наших коханих        | Перемога  |
| 1984                       | Найкраща режисерська робота    | Моріс Піала             | Номінація |
| 1988                       | Найкращий фільм                | Під сонцем Сатани       | Номінація |
| 1988                       | Найкраща режисерська робота    | Моріс Піала             | Номінація |
| 1992                       | Найкращий фільм                | Ван Гог                 | Номінація |
| 1992                       | Найкраща режисерська робота    | Моріс Піала             | Номінація |
| 1992                       | Найкращий адаптований сценарій | Ван Гог                 | Номінація |
| Приз Луї Деллюка           |                                |                         |           |
| 1983                       | Найкращий фільм                | За наших коханих        | Номінація |
| Берлінський кінофестиваль  |                                |                         |           |
| 1984                       | Золотий лев                    | За наших коханих        | Номінація |